# Mirabilicoxa curticoxalis
Mirabilicoxa curticoxalis är en kräftdjursart som beskrevs av Fedor Aleksandrovich Pasternak 1982. Mirabilicoxa curticoxalis ingår i släktet Mirabilicoxa och familjen Desmosomatidae. Inga underarter finns listade i Catalogue of Life.